# 异刺鹤虱
异刺鹤虱（学名：Lappula heteracantha）是紫草科鹤虱属的植物。分布于欧洲、克什米尔、巴基斯坦、伊朗、印度、俄罗斯以及中国大陆的华北、内蒙古、东北等地，见于草地及山坡，目前尚未由人工引种栽培。

## 别名
东北鹤虱（东北植物检索表）